# Quảng trường Siam

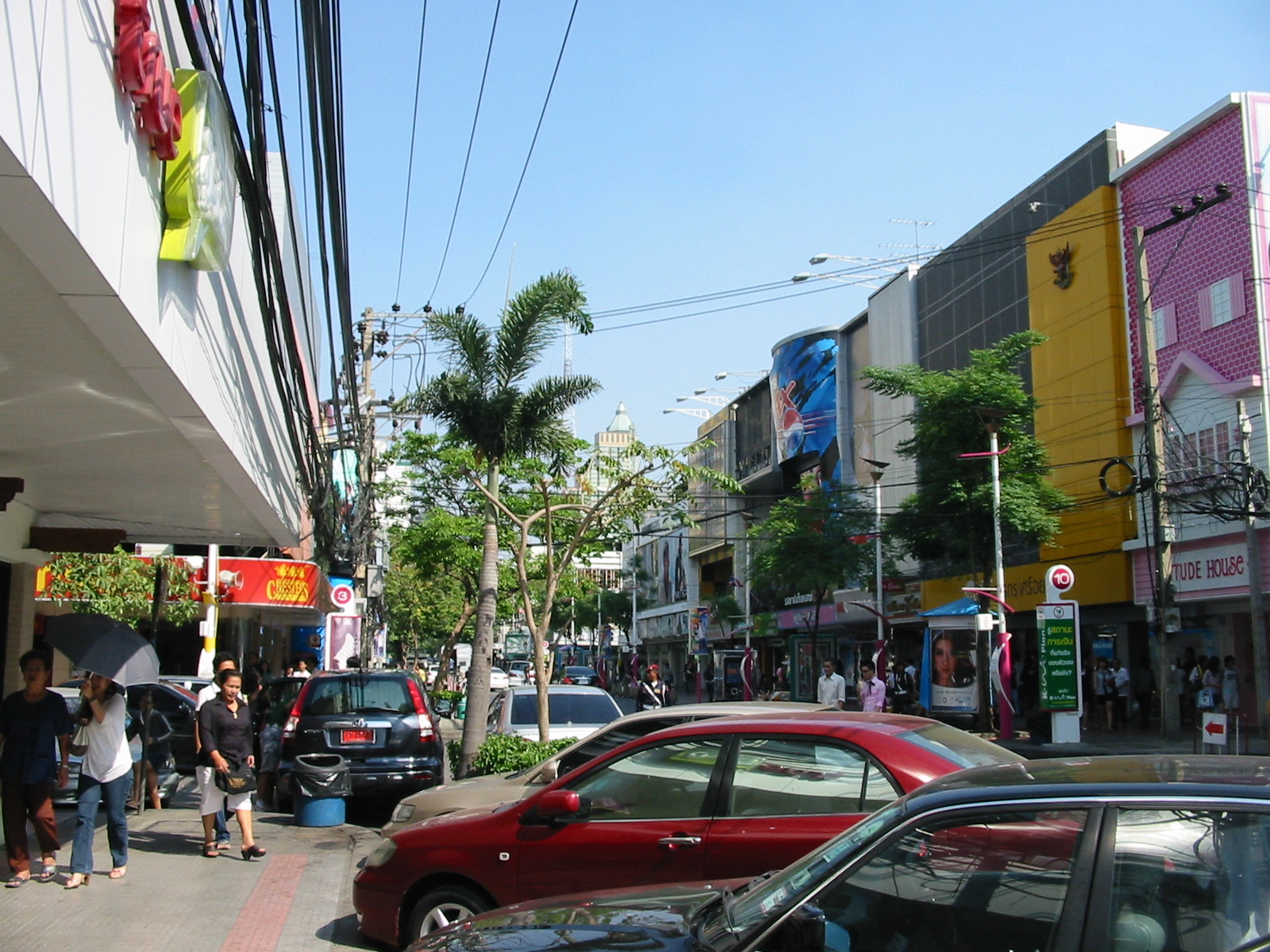
Quảng trường Xiêm

Quảng trường Siam (tiếng Thái: สยามสแควร์, phát âm [sā.jǎːm sā.kʰwɛ̄ː], người Thái phát âm Siam thành Sa Yảm) là một khu vực giải trí và mua sắm ở quận Pathum Wan của thủ đô Bangkok, Thái Lan. Khu vực này được kết nối với các trung tâm và quận mua sắm quan trọng khác của Bangkok bằng các cây cầu vượt. Các trung tâm mua sắm được kết nối với quảng trường Xiêm có Siam Center/Siam Discovery Center, MBK Center, Siam Paragon, quận mua sắm Ratchaprasong và Sukhumvit.
Khu vực quảng trường Siam có nhiều cửa hiệu mua sắm, nhà hàng, quán cà phê, ngân hàng... là nơi thu hút du khách của thành phố này.
Các tòa nhà đầu tiên của quảng trường Siam đã được xây năm 1965 trên đất của Đại học Chulalongkorn. Trường đại học này cho thuê đất để kiếm thêm thu nhập. Khu vực này đã nhanh chóng phát triển sau khi có các tòa nhà thương mại dịch vụ mọc lên. Ban đầu là các cửa hiệu bình dân, khu vực này đã chuyển thành các cửa hàng bán hàng hiệu và tiếp theo là các nhà đầu tư xây dựng các khách sạn, nhà hàng, trung tâm mua sắm.